# Onderbossenaarstraat
De Onderbossenaarstraat is een straatnaam en heuvel in de Vlaamse Ardennen gelegen in Etikhove.

## Wielrennen
De helling is in 1993 opgenomen geweest in de Ronde van Vlaanderen alvorens werd begonnen aan de Bossenaarberg. Ze werd echter niet opgenomen in het wedstrijdboek.
De laatste edities wordt deze helling afgedaald na de klim van de Taaienberg, alvorens wordt begonnen aan de Eikenberg.
De helling is ook opgenomen in de rode lus van de recreatieve fietsroute Ronde van Vlaanderenroute.